# Dịch vụ đăng kê bất động sản
Dịch vụ đăng kê bất động sản (tiếng Anh: Multiple listing service, viết tắt: MLS) là một dãy các dịch vụ cho phép các nhà môi giới thiết lập sự đề nghị bằng giao kèo về việc đền bù cho nhau, sự hợp tác thuận lợi với sự tham gia của các nhà môi giơí, nhằm tích lũy và phổ biến thông tin để cho phép đánh giá, và là cơ sở cho sự tương quan có trật tự, sự phổ biến thông tin nhằm phục vụ khách hàng cũng như xã hội được tốt hơn. Dịch vụ đăng kê bất động sản là cơ sở dữ liệu phần mềm được sử dụng bởi các nhà môi giới bất động sản đaị diện cho người bán hàng với một danh sách bất động sản để chia sẻ thông tin về bất động sản với các nhà môi giới bất động sản khác một cách rộng rãi, người có thể đại diện cho người mua tiềm năng hay nhu cầu hợp tác với nhà môi giới của người bán để tìm người mua cho bất động sản đó. Hệ thống thông tin bất động sản có sẵn trong dịch vụ đăng kê bất động sản là thông tin có quyền sở hữu của nhà môi giới, người mà đạt được sự thỏa thuận về bất động sản với người bán.